# University of Bath
Die Universität Bath erhielt 1966 die königliche Gründungsurkunde und ist seitdem eine staatliche Universität in der Nähe der englischen Stadt Bath mit aktuell fast 19.000 Studenten. Die Institution ist eine sogenannte Campusuniversität.
Auch wenn die Hochschule jung ist, gehört sie heute zu den Spitzenuniversitäten Großbritanniens und zählte zwischenzeitlich auch in den Ranglisten des Guardian und der Times zu den Top Ten der britischen Universitäten; in der 2020 veröffentlichten Liste des Guardian ist sie auf Platz 6.

## Geschichte
Die Geschichte der Institution reicht zurück bis ins Jahr 1856, als in Bristol unter dem Namen „Bristol Trade School“ die technische Schule gegründet wurde. Seit 1885 gehörte die Schule der Society of Merchant Venturers an und trug den Namen „Merchant Venturers' Technical College“. 1907 wurde in Bath, einem Nachbarort Bristols, die „Bath School of Pharmacy“ gegründet, die ab 1927 Teil des Bristoler Technik-Colleges wurde. 1949 übernahm die „Bristol Education Authority“ die Schulaufsicht über das College und es hieß dann „Bristol College of Technology“, und ab 1960 dann „Bristol College of Science and Technology“ als die Schulaufsicht auf das britische Schulministerium überwechselte. In der damaligen Liegenschaft des Colleges befindet sich heute die City of Bristol College. Bestrebungen Anfang der 1960er Jahre zur Verbesserung der staatlichen Hochschulerziehung ermöglichten dem College den Weg zur Erlangung des Universitätsstatus. Die Stadt Bristol war nicht in der Lage, ein geeignetes Gelände für die damit verbundene Erweiterung der Schule zu stellen. In einem gemeinsamen Kompromiss zwischen Schulleitung und Ministerium wurde daher die Errichtung der neuen Universität in „Claverton Down“, beschlossen, wo die Bauarbeiten 1964 begannen und 1966 beendet waren, auch wenn in den folgenden Jahrzehnten noch weitere Ergänzungsbauten, zum Teil disloziert, folgten.
Entdeckungen der letzten Jahre ergaben, dass auf dem heutigen Gelände bereits im 19. Jahrhundert die Errichtung eines Colleges der Oxford University zur Diskussion stand.

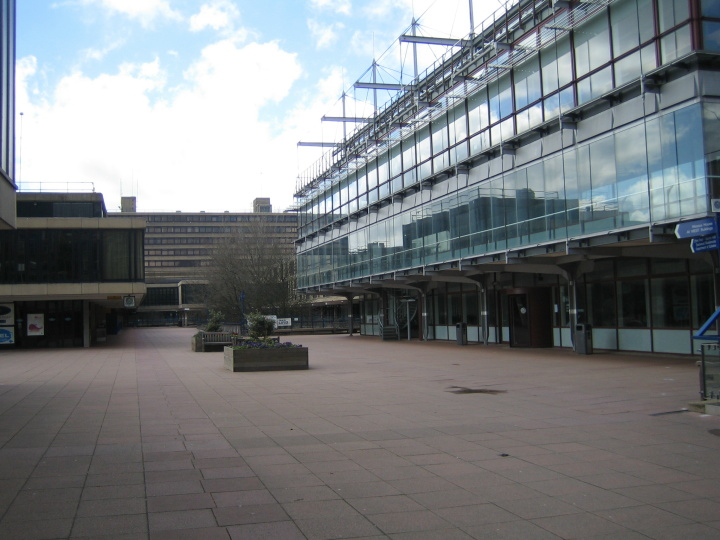
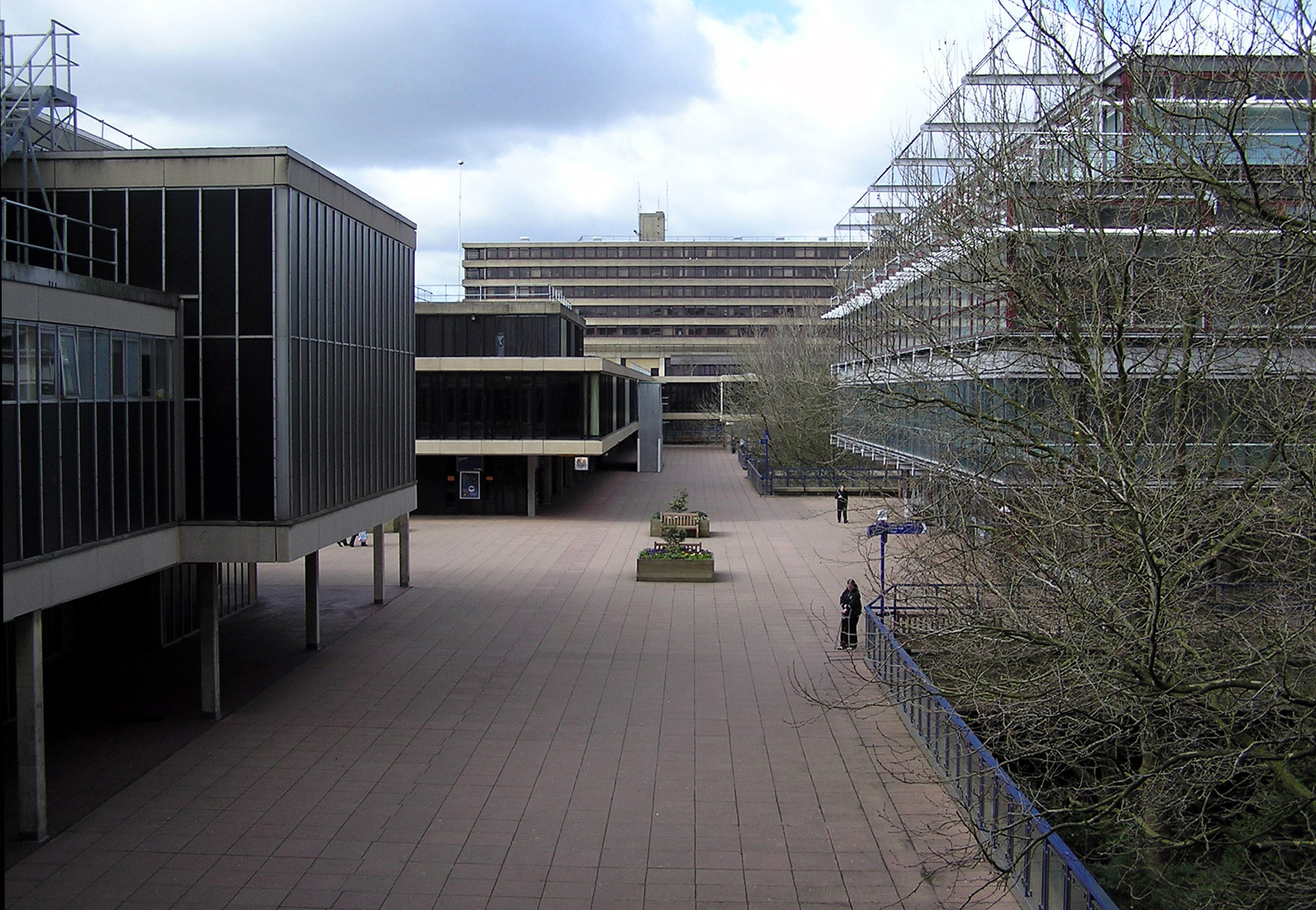
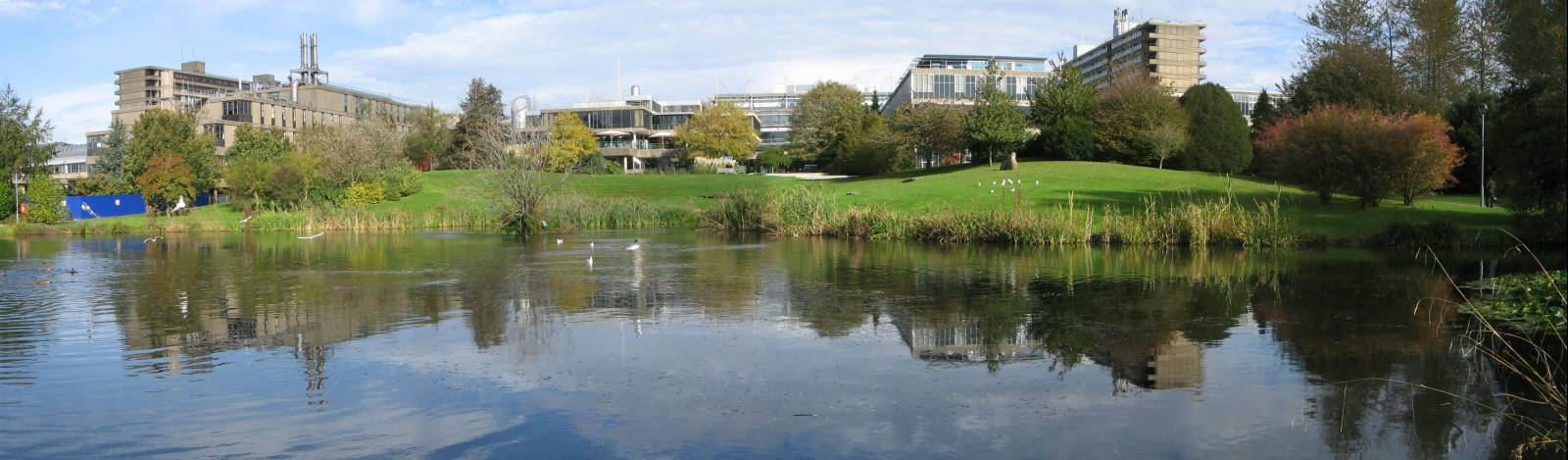
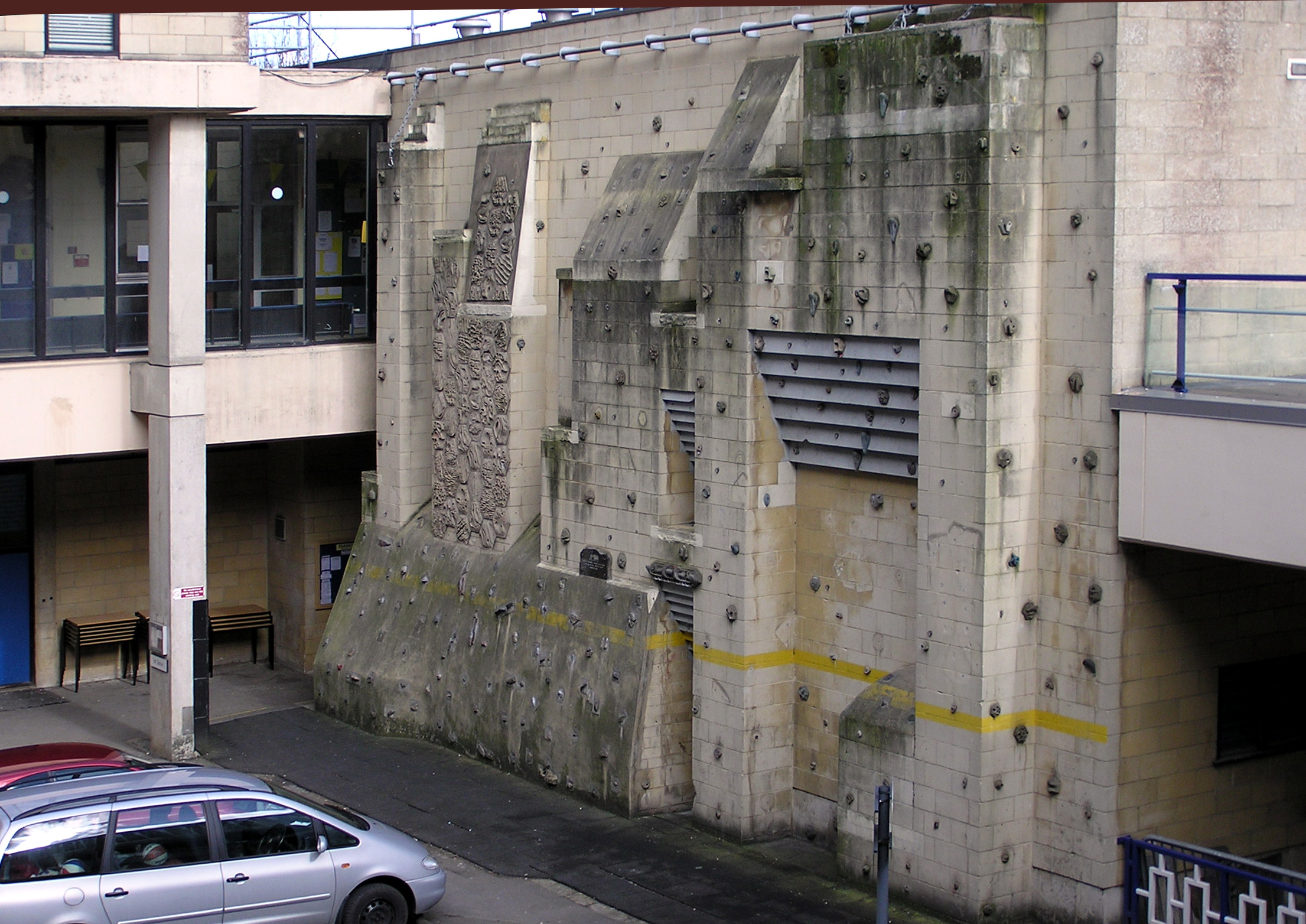

In 2004 veröffentlichten die brit. Health and Safety Executive und die brit. University of Bath in Kooperation zur Ursachenforschung u. a. auch im Themenfeld Arbeitsunfall in der Reihe HSE Books das Arbeitsbuch „Investigating accidents and incidents A workbook for employers, unions, safety representatives and safety professionals.“ (kurz: „HSG245“) mit ausgefeilten Fragebögen und Arbeitsblättern zur sogenannten „Adverse event analysis“, was als ein „step by step guide“ zur Unfallanalyse mit erprobter Arbeitsmethode unter Anwendung von fünf Kategorien von jeder „interessierten Seite“ in jeder Branche genutzt werden kann, um mit der Zielstellung „Reducing Risks and protecting people“ zur Aufklärung einer Unfallursache und damit verbundener Umstände des Einzelfalls und ggf. auch zur Klärung von Haftungsfragen beizutragen.
In Beantwortung der Frage „Why investigate?“ verweist das erstmals in 2004 von der brit. University of Bath und der brit. Health and Safety Executive und in 2011 neu überarbeitete und veröffentlichte Workbook „HSG245“ unter ausdrücklicher Bezugnahme auch auf den Seeunfall der einst von Lloyd’s Register klassifizierten und 1987 durch menschliches Versagen gekenterten Fähre „Herald of Free Enterprise“ als ein mahnendes Beispiel für „examples of situations where management had failed to recognise, and act on, previous failings in the system“ und rückte somit in das Bewusstsein aller beteiligten Seiten, dass unerkannte Fehler insbesondere in der Kategorie „Management“ somit früher oder später auch Auswirkungen auf die weiteren und in der englischsprachigen Literatur herausgegeben von der „Royal Society for the Prevention of Accidents“ auch vereinfacht als „Personnel“, „Material“, „Task“ und „Environment“ bezeichneten übrigen Kategorien haben und im Extremfall bei der genannten Schiffskatastrophe  auch viele Menschenleben kosteten, wenn Mängel in der Qualitätssicherung eines Unternehmens und auch das in der Seefahrt grundsätzlich bekannte Phänomen „Seafarer Fatigue“ zu lange unentdeckt bleiben.

## Zahlen zu den Studierenden und dem Personal
Die Universität hatte 2019/2020 18.868 Studierende, davon standen 13.619 vor dem ersten Abschluss. Von den 18.065 Studierenden der University of Bath 2018/2019 (2006: 14.795) waren 8.540 weiblich und 9.515 männlich. 11.335 kamen aus England, 795 aus Wales und 5.570 waren Ausländer. Die Universität hatte 3.705 Mitarbeiter, davon 1.510 wissenschaftliche.

## Persönlichkeiten
- Peter Thoday (1934–2023), Senior Lecturer in Landscape Management
- Andrew Pettigrew (* 1944), Dekan 2003 bis 2008[18]
- Doug Altman (1948–2018), Studienabschluss in Bath 1970, britischer Statistiker
- Florence Wambugu (* 1953), promovierte 1991 in Bath, Pflanzenpathologin und Virologin
- Amy Williams (* 1982), studierte in Bath, Skeletonpilotin, Olympiasiegerin 2010
- Heather Stanning (* 1985), studierte Sporttechnologie, britische Ruderin, Olympiasiegerin